# Rapapijlstormvogel
De rapapijlstormvogel (Puffinus myrtae) is een vogel uit de familie van de stormvogels en pijlstormvogels (Procellariidae). Het is een zeldzame, ernstig bedreigde pijlstormvogel die alleen broedt op een paar kleine rotseilandjes in  Frans-Polynesië (Grote Oceaan).

## Taxonomie
De rapapijlstormvogel werd in 1959 beschreven door de Britse ornitholoog W.R.P. Bourne als ondersoort van de Pacifische kleine pijlstormvogel (P. assimilis). Uit later onderzoek bleek een veel grotere verwantschap met Townsends pijlstormvogel (P. auricularis) en Newells pijlstormvogel (P. newelli). Uit onder andere in 2015 gepubliceerd DNA-onderzoek blijkt dat (met enige reserve) de rapapijlstormvogel, Townsend en Newells pijlstormvogel als aparte soorten kunnen worden beschouwd.

## Kenmerken
De vogel is 33 tot 35 cm lang en lijkt sterk op Townsends pijlstormvogel en Newells pijlstormvogel. De rapapijlstormvogel heeft echter langere vleugels met handpennen die lichte randen hebben, meer wit rond het oog en witte onderstaartdekveren.

## Verspreiding en leefgebied
Deze soort komt voor op Rapa Iti, een eiland in de Grote Oceaan dat deel uitmaakt van de Australeilanden (Frans-Polynesië). Buiten de broedtijd verblijft de vogel op open zee, waarschijnlijk alleen in delen met een tropische of subtropisch klimaat. Ze nestelen rond de rotstoppen van kleine eilanden waar ze holen graven, soms onder exotische planten als aardbeiguave (Psidium cattleanium).

## Status
De  rapapijlstormvogel  heeft een zeer beperkt broedgebied en daardoor is de kans op uitsterven aanwezig. De grootte van de populatie werd in 2018 door BirdLife International geschat op 50 tot 250 volwassen individuen en de populatie-aantallen nemen af door predatie en habitatverlies. Op het bewoonde hoofdeiland werden de jongen en eieren van stormvogels geoogst, maar deze gewoonte sterft mogelijk uit. Wel wordt het leefgebied aangetast door het geschikt maken van broedgebieden op het bewoonde hoofdeiland voor intensief agrarisch gebruik. Daarnaast is er predatie door de Pacifische rat en verwilderde katten. Om deze redenen staat deze soort als ernstig bedreigd (kritiek) op de Rode Lijst van de IUCN.